# 大正碘泡虫
大正碘泡虫（学名：Myxobolus tachengensis）为碘泡科碘泡虫属的动物。在中国，分布于广东等，营寄生生活，寄生在鲫的胆囊以及鳗鲡的前肠。